# 安西郷子
安西 郷子（、1934年〈昭和9年〉9月27日 - 2002年〈平成14年〉12月28日）は、日本の元女優である。本名：三橋 町子（旧姓：住野）。
夫は俳優の三橋達也。デジタルドメインのVFXクリエイター・三橋忠央は息子のひとり（3兄弟の次男）。

## 生涯
大阪府豊中市出身。
1950年、大阪市立新北野中学校卒業。

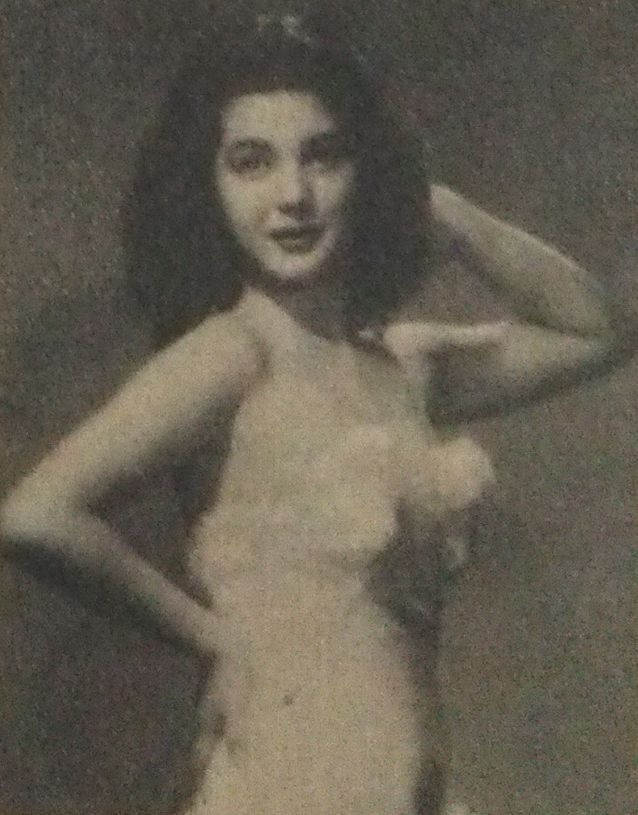
OSK時代（1952年）

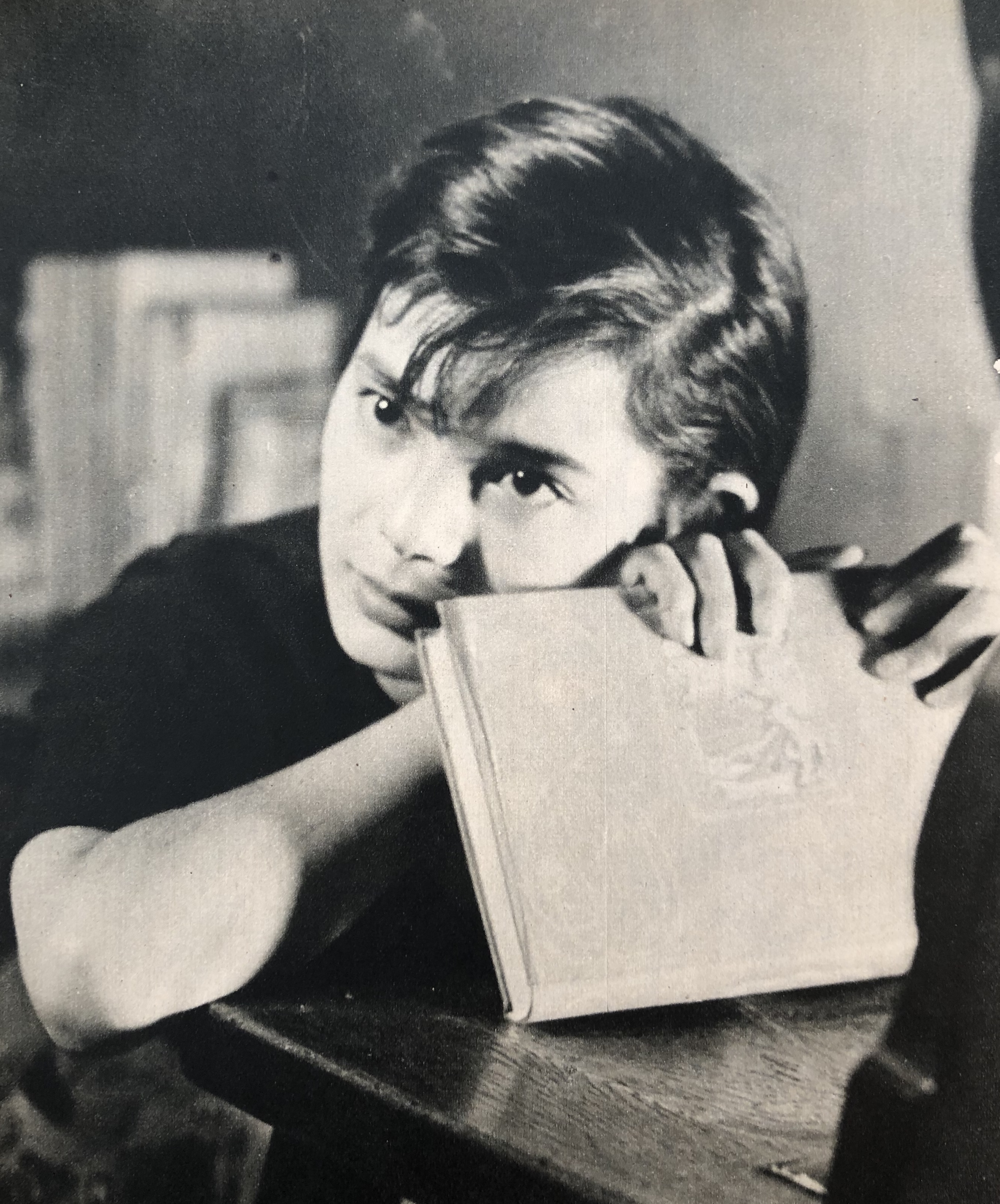
1954年

1960年

大阪松竹歌劇団（OSK）へ入団。1953年、川島雄三監督が松竹京都で『純潔革命』を撮ることになり、出演することが決まっていたが、クランクイン直前に病気で倒れて降板。 同年、OSKを退団。
1953年、新東宝へ入社し、『半処女』で映画デビュー。
1956年、東宝に移籍。メインヒロイン役をこなし、エキゾチックな顔立ちが魅力的な美人女優と評された。
1960年に三橋達也と結婚し、芸能界を引退。
1964年、寿美花代が粉ミルクのCM出演の契約を交わしたが、寿美の長男が家政婦に殺害され（高島忠夫長男殺害事件）、この事件の影響で寿美は出演していた粉ミルクのCMを降板。代わりに安西が長女と一緒に出演するCMが製作されたが、事件2ヶ月後の10月23日にCM出演していた長女がベッドから転落死する事故が発生。CM出演者の相次ぐ不幸が続いたため、粉ミルク会社はタレントが出演するCM自体を製作しないことを決定した。 
2002年（平成14年）12月28日、肝不全のため死去。没年68歳。墓所は港区立行寺。

## 主な出演

### 映画
- 半処女（1953年8月25日、新東宝）
- 青春ジャズ娘（1953年9月22日、新東宝）
- 霧の第三棧橋（1953年10月21日、新東宝＝新芸プロ）
- 恋文（1953年12月13日、新東宝）
- 君ゆえに（1954年3月3日、新東宝）
- 大阪の宿（1954年4月20日、新東宝）
- 暁の銃弾（1954年6月、日本映画） - 安田京子（婦人警官）
- ハワイ珍道中（1954年9月14日、新東宝）
- 愛と死の谷間（1954年9月21日、日活） - 坂田律子
- ほらふき丹次（1954年12月7日、新東宝） - その娘はつこ
- 力道山の鉄腕巨人（1954年12月13日、新東宝）
- 一寸法師（1955年2月12日、新東宝）
- 俺も男さ（1955年3月14日、新東宝）
- 青春怪談（1955年4月19日、新東宝）
- 月に飛ぶ雁（1955年4月19日、東京映画）
- のんき裁判（1955年4月24日、新東宝） - 証人
- 母の曲（1955年5月15日、新東宝）
- リオの情熱（1955年7月12日、新東宝）
- 柔道流転（1955年10月18日、新東宝） 
  - 柔道流転 黒帯無双（1955年11月15日、新東宝）
- 船場の娘より 忘れじの人（1955年10月18日、東京映画）
- 風流交番日記（1955年11月8日、新東宝） - 瑠美子
- 母ふたり（1955年12月13日、新東宝）
- 北海の叛乱（1956年1月8日、新東宝）
- 吸血蛾（1956年4月11日、東宝） - 杉野弓子
- 婚約三羽烏（1956年4月25日、東宝） - 順子
- 大暴れチャチャ娘（1956年5月24日、東宝）
- 不良少年（1956年6月1日、東宝）
- 恐怖の逃亡（1956年7月26日、東宝） - 織田波子
- おかしな奴（1956年11月7日、東宝） - キヌ子（画学生）
- 忘却の花びら（1957年1月3日、東宝） - 邦枝奈保子
  - 忘却の花びら 完結篇（1957年7月2日、東宝） - 邦枝奈保子
- 動物園物語より「象」（1957年4月9日、東宝） - 宮沢先生
- 憎いもの（1957年5月28日、東宝） - 村井由子
- サラリーマン出世太閤記（1957年6月19日、東宝） - 同悦子
  - 続サラリーマン出世太閤記（1957年11月12日、東宝） - 同悦子
  - 続々サラリーマン出世太閤記（1958年9月16日、東宝） - 同悦子
- 恐怖の弾痕（1957年6月26日、東宝） - 玲子
- その夜のひめごと（1957年9月1日、東京映画）
- お父さんはお人好し 家に五男七女あり（1958年2月18日、宝塚映画） - 手塚眉子
  - お父さんはお人好し 花嫁善哉（1958年3月12日、宝塚映画） - 手塚眉子
- アンコールワット物語 美しき哀愁（1958年3月25日、連合映画）
- 東京の休日、（1958年4月15日、東宝） - ファッションショウのモデルA
- サザエさんシリーズ
  - サザエさんの婚約旅行（1958年8月26日、宝塚映画） - 悦子
  - サザエさんの結婚（1959年1月9日、東宝）
  - サザエさんの新婚家庭（1959年8月23日、東宝）
- 大江戸千両祭（1958年10月28日、東宝）
- 次郎長意外伝 灰神楽木曽の火祭（1958年11月30日、東宝）
- 結婚の夜（1959年3月10日、東宝）
- まり子自叙伝 花咲く星座（1959年4月5日、東宝）
- 暴れん坊森の石松（1959年8月30日、宝塚映画）
- サラリーマン十戒（1959年9月20日、東宝） - 伊藤珠紀
- 宇宙大戦争（1959年12月26日、東宝） - 白石江津子[1][2][4]
- 別離の歌（1960年5月10日、東宝）
- 自由ケ丘夫人（1960年9月18日、東京映画）
- がめつい奴（1960年9月18日、東宝）

### テレビドラマ
- 新・三等重役（1959年 - 1960年、NET / 東宝）
- 坊っちゃん（1960年、NET）- マドンナ